# Excentricoris
Excentricoris is een geslacht van wantsen uit de familie van de Miridae (Blindwantsen). Het geslacht werd voor het eerst wetenschappelijk beschreven door José Cândido de Melo Carvalho in 1955.

## Soorten
Het genus bevat de volgende soorten:

- Excentricoris oophorus (Horváth, 1888)
- Excentricoris pictipes (Reuter, 1878)
- Excentricoris punctipes (Fieber, 1864)
- Excentricoris singularis (Horváth, 1888)